# Necrópole da Forneca
A Necrópole da Forneca, igualmente denominada de Necrópole de Vale Fuzeiros, é um monumento situado na freguesia de São Bartolomeu de Messines, no concelho de Silves, na região do Algarve, em Portugal. Consiste num conjunto de oito sepulcros e duas pias, provavelmente construídas durante a Alta Idade Média.

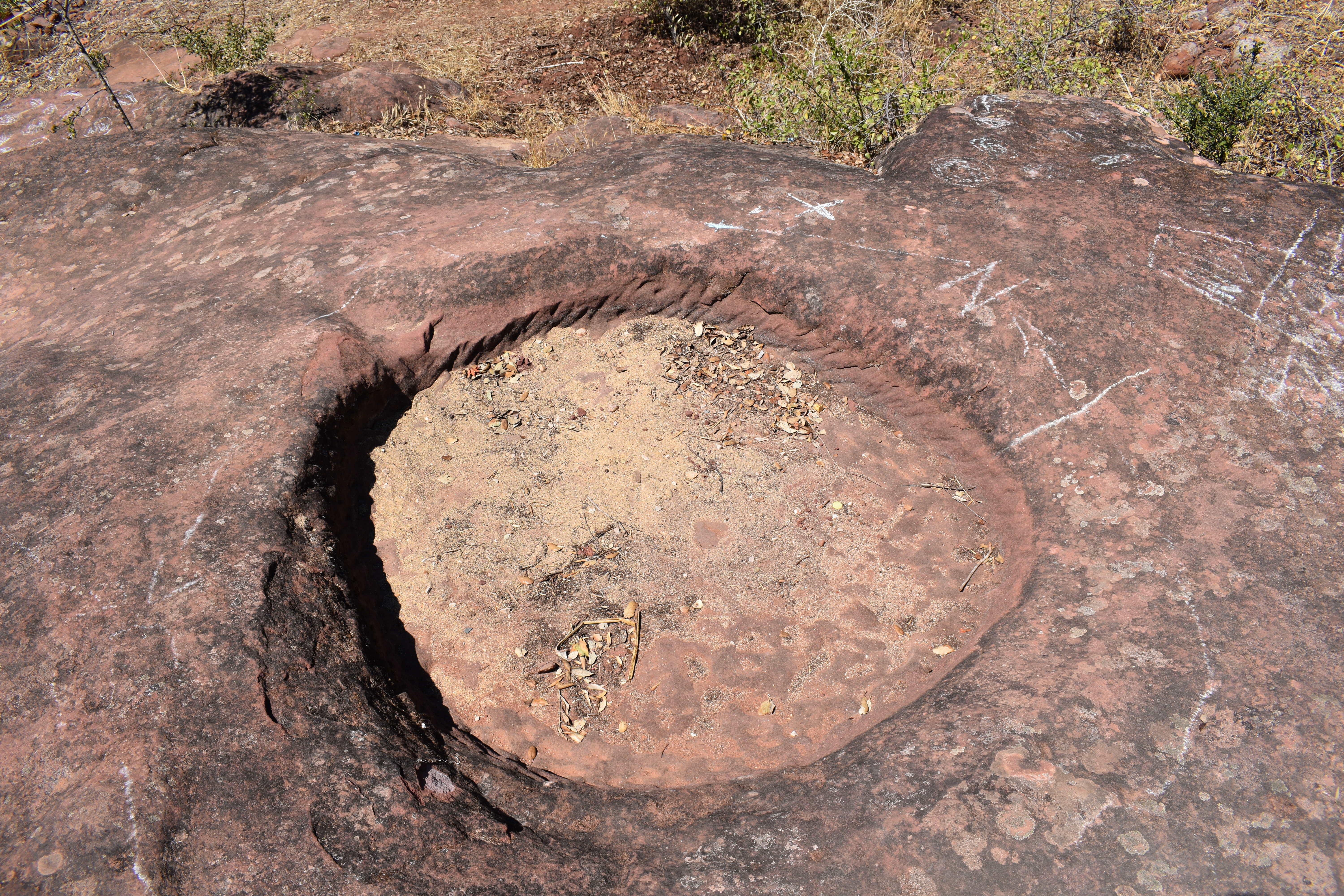
Pormenor de uma pia.

## História
Esta necrópole situa-se no sítio da Forneca, nas imediações de várias casas. É composta por oito túmulos e duas pias, todos escavados na rocha. Cinco dos túmulos estão organizados num grupo central, localizado num penedo de arenito e Grés de Silves, dividido em dois blocos, estando as sepulturas no bloco Sul, enquanto que na parte Norte situam-se as duas pias, uma de planta circular e outra oval. As pias são de dimensões diferentes, com 1,30 m e 0,80 m de diâmetro, e 0,35 m e 0,20 m de profundidade, e poderiam ter sido utilizadas nos banhos rituais que se faziam aos cadáveres, antes da inumação. Três dos sepulcros conservaram-se inteiros, enquanto que dois foram modificados, através da remoção da parede comum, formando desta forma uma terceira pia, de grandes dimensões. A Sudoeste encontra-se uma outra sepultura, que foi totalmente destruída, restando apenas o fundo. As últimas duas sepulturas situam-se a alguma distância no sentido Noroeste, tendo parcialmente destruídas nas paredes e nos pés. Uma destas foi movida do seu local original devido a trabalhos agrícolas, tendo restado apenas parte da cabeceira. Os túmulos estão maioritariamente orientados no sentido de Noroeste para Sudeste, e tinham originalmente tampas, que desapareceram.
O monumento faz parte do Circuito Arqueológico da Vilarinha, que também inclui as necrópoles da Pedreirinha e da Carrasqueira, e o conjunto de menires da Vilarinha. Nas imediações existem igualmente duas outras sepulturas isoladas, designadas como Forneca 1 e Forneca 2.

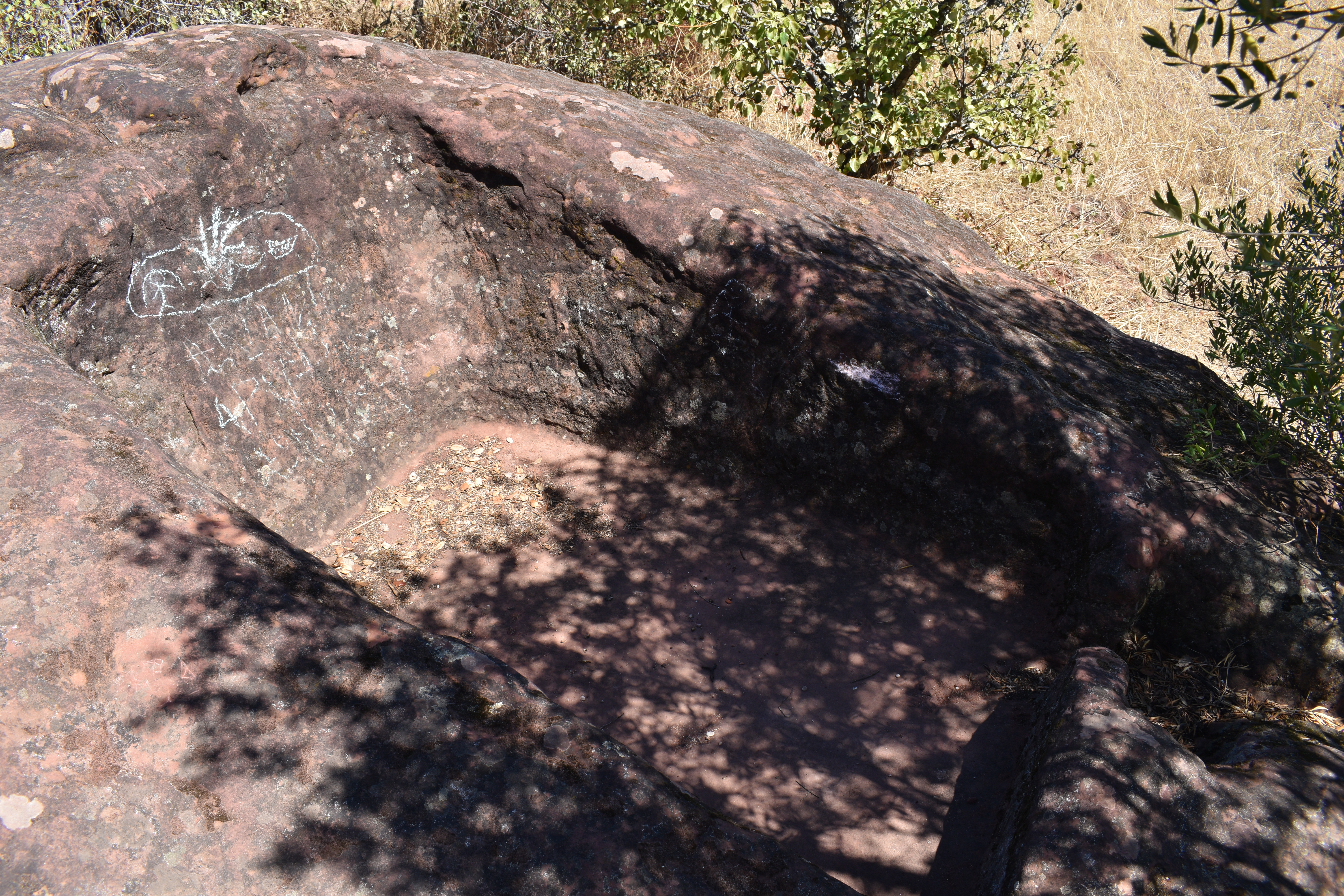
Pormenor das duas sepulturas transformadas numa grande pia.

## Descrição
A necrópole foi provavelmente utilizada durante os séculos VI a VII a. C., período correspondente à Alta Idade Média, quando o território foi invadido pelas populações nativas da Europa Central. Nesta altura o Vale de Fuzeiros era uma região de amplos recursos para o estabelecimento das populações, com terrenos férteis banhados pelo Barranco do Baralha, enquanto que a proximidade da serra fornecia caça e madeiras.
Em 2005, o local foi alvo de trabalhos arqueológicos, que incluiu o levantamento gráfico, fotográfico e topográfico dos vestígios. Em 27 de Agosto de 2014, o Município de Silves iniciou o processo de classificação do sítio arqueológico como de Interesse Municipal. Em 22 de Janeiro de 2015 a Direcção Regional de Cultura do Algarve emitiu um parecer positivo, e em 11 de Fevereiro desse ano o director-geral da Direcção-Geral do Património Cultural publicou um despacho de concordância, embora alterando a classificação para Sítio de Interesse Municipal. Foi com esta categoria que o monumento foi classificado, pelo Edital n.º 35/2016, de 8 de Junho, da Câmara Municipal de Silves.

## Leitura recomendada
- CABRITA, Luís Miguel Guerreiro Cabrita (2014). Povoamento alto medieval de São Bartolomeu de Messines. [S.l.: s.n.] 187 páginas. ISBN 978-989-20-4596